# Masanobu Andō
Masanobu Andō (jap. 安藤 政信 Andō Masanobu; ur. 19 maja 1975 w Kawasaki, w prefekturze Kanagawa) – japoński aktor i reżyser.
Mimo młodego wieku zagrał w ponad dwudziestu filmach. W 1996 r. za rolę w Kids Return Takeshiego Kitano, zdobył nagrodę Japońskiej Akademii Filmowej dla najlepszego debiutującego aktora.
W 2003 r. wyreżyserował swój pierwszy film, Adagietto. Sehr langsam, w którym występuje japońska aktorka, Kumiko Asō.
W wolnych chwilach zajmuje się fotografią.